# Rebecka Martinsson
Rebecka Martinsson er en fiktiv advokat, som er hovedpersonen i Åsa Larssons kriminalromaner.
Martinsson er advokat på advokatkontoret Meijer & Ditzinger i Stockholm og optræder første gang i romanen Solstorm fra 2003. Bogen blev filmatiseret i 2007, hvor hun spilles af skuespilleren Izabella Scorupco.
I 2017 kom der en tv-serie på TV4, hvor hun spilles af Ida Engvoll  samt fra 2020 af Sascha Zacharias.